# اسید رانلیک
اسید رانلیک (به انگلیسی: Ranelic acid)یک ترکیب شیمیایی با شناسه پاب‌کم ۳۰۵۲۷۷۴ است.اسید رانلیک یک اسید آلی است که قادر به کیلیت کردن فلزات می‌باشد. استرونتیوم رانلات نمک استرونیوم از اسید رانلیک است، که به عنوان دارویی برای پوکی و افزایش تراکم مواد معدنی استخوان استفاده می‌شود.
[1] .  Bivalent metal salts of 2-N,N-di(carboxymethyl)amino,3-cyano,4-carboxymethyl,5-carboxy-thiophene-acid, process for their preparation and pharmaceutical compositions containing them. EP 415850